# Giovanni Battista Grassi
Giovanni Battista Grassi (Rovellasca, provincia de Como, Lombardía, 27 de marzo de 1854 - 4 de mayo de 1925) fue un naturalista, zoólogo, y botánico italiano del fin del siglo XIX y debut del siglo XX.

## Biografía
Giovanni Battista Grassi obtiene su doctorado de Medicina en 1878 en la Universidad de Pavía. Estudia Zoología en Heidelberg (allí se casa con Maria Koenen) y en Würburg; y la enseña en Catania a partir de 1883. Desde 1895, ocupará la cátedra de Anatomía comparada en Roma.
Estudió la biología intestinal, de termitas y de protozoarios. En apoyo a los trabajos del médico francés Casimir Davaine demostró la manera de infectarse con Ascaris , cuando en 1862 ingirió experimentalmente huevos de A. lumbricoides, y posteriormente encontró huevos del mismo parásito en sus heces. Grassi se interesó particularmente en la migración de las anguilas. También en el desarrollo embriológico de abejas, de parásitos, como el de la vid: Phylloxera. Su contribución más importante fue sin dudas su demostración de que el mosquito transporta, vía su sistema digestivo, el Plasmodium responsable del paludismo. Con Amico Bignami (1862-1919), demostrarán en 1899 que el ciclo vital del Plasmodium necesita del mosquito como etapa necesaria.

## Algunas publicaciones
- I Chetognatii: Anatomia e sistematica con aggiunte embriologiche. Memoria del dott. Battista Grassi. Volumen 5 de Fauna und Flora des Golfes von Neapel: Monographie. Ed. W. Engelmann. 126 pp. 1883
- I Progenitori degli insetti e dei miriapodi, l’Japyx e la Campodia, 1886
- con A. Sandias. Constituzione e sviluppo della società dei termitidi. Ed. T.C. Galàtola. 150 pp. 1893. Reeditó Kessinger Publ. LLC, 2010. 176 pp. ISBN 1160837422
- The reproduction and metamorphosis of the common eel (Auguilla vulgaris). Ed. J. & A. Churchill. 15 pp. 1896
- con A. Sandias. The constitution and development of the society of termites: observations on their habits ; with appendices on the parasitic Protozoa of Termitidæ, and on the Embiidæ. Quarterly journal of microscopical science. Ed. Adlard & Son. 154 pp. 1897
- Rapporti tra la malaria e peculiari insetti (zanzaroni e zanzare palustri). R. C. Accad. Lincei 7:163-177. 1898
- Bignami, A; GB Grassi; G Bastianelli. 1899a. Resoconto degli studi fatti sulla malaria durante il mese di gennaio. R. C. Accad. Lincei. 8:100-104
- Ancora sulla malaria. R. C. Accad. Lincei 8:559-561. 1899b
- Studii di uno zoologo sulla malaria, Atti dei Linncei.Mem. Cl.sc.fis.ecc.3(5), N.º 91:299-516. 6 planchas en color. 1900
- Documenti riguardanti la storia della scoperto del modo di trasmissione della malaria umana. Ed. A. Rancati. 102 pp. 1903
- Flagellati viventi nei termiti, 1917

## Honores
Recibe la medalla Darwin en 1896, otorgada por la Royal Society.
Italia emitió un timbre postal en su memoria el 19 de noviembre de 1955.
A su nombre, fue nombrado un hospital en Roma en el distrito de Ostia.
Fue hecho senador en Italia.

## Orientación bibliográfica
- E. Capanna. 2006. Battista Grassi: a zoologist for malaria, Contributions to Science, 3 (2) : 187-195. ISSN 1575-6343

- La abreviatura «Grassi» se emplea para indicar a Giovanni Battista Grassi como autoridad en la descripción y clasificación científica de los vegetales.[3]

## Abreviatura (zoología)
La abreviatura Grassi  se emplea para indicar a Giovanni Battista Grassi como autoridad en la descripción y taxonomía en zoología.